# Chukarhuhn
Das Chukarhuhn (Alectoris chukar), auch Chukarsteinhuhn genannt, ist eine Vogelart aus der Familie der Fasanenartigen (Phasianidae), die zur Ordnung der Hühnervögel (Galliformes) gehört. Es hat innerhalb der Gattung der Steinhühner das umfangreichste Verbreitungsgebiet und kommt von der Balkanhalbinsel und den Inseln des Ägäischens Meeres bis nach Nordchina vor. Es nutzt dabei Lebensräume, die sich hinsichtlich Relief, Klima und Vegetation stark unterscheiden, weswegen man das Chukarhuhn auch als eine Vogelart mit hoher ökologischer Plastizität bezeichnet.
Chukarhühner sind vor allem in den Gebirgsregionen des Kaukasus, Mittelasiens und Kasachstans ein bedeutendes Jagdwild. Sie werden hauptsächlich mit der Schusswaffe gejagt. Die Jagdzeit fällt überwiegend in die Monate November und Dezember, wenn Chukarhühner ihr maximales Gewicht erreichen.

## Das Chukarhuhn als Jagdwild, Nutz- und Haustier
Das Chukarhuhn ist sehr leicht zähmbar und seinem Halter und Standort treu, weswegen es im Iran, in Indien, China, Afghanistan, in der Türkei und anderen südlichen Ländern zum Teil zum Haustier geworden ist. Die Tiere werden auch wegen ihrer Eier und ihres Fleischs gezüchtet, auf die Weide getrieben, laufen frei in Haus und Garten umher und werden auch zu Kampfspielen benutzt. Man hält sie wegen ihres angenehmen Gesangs in sehr engen, kegelförmigen Käfigen. In Griechenland und der Türkei glaubt man, dass sie einen Schutz gegen Zauberei bieten.

## Erscheinungsbild

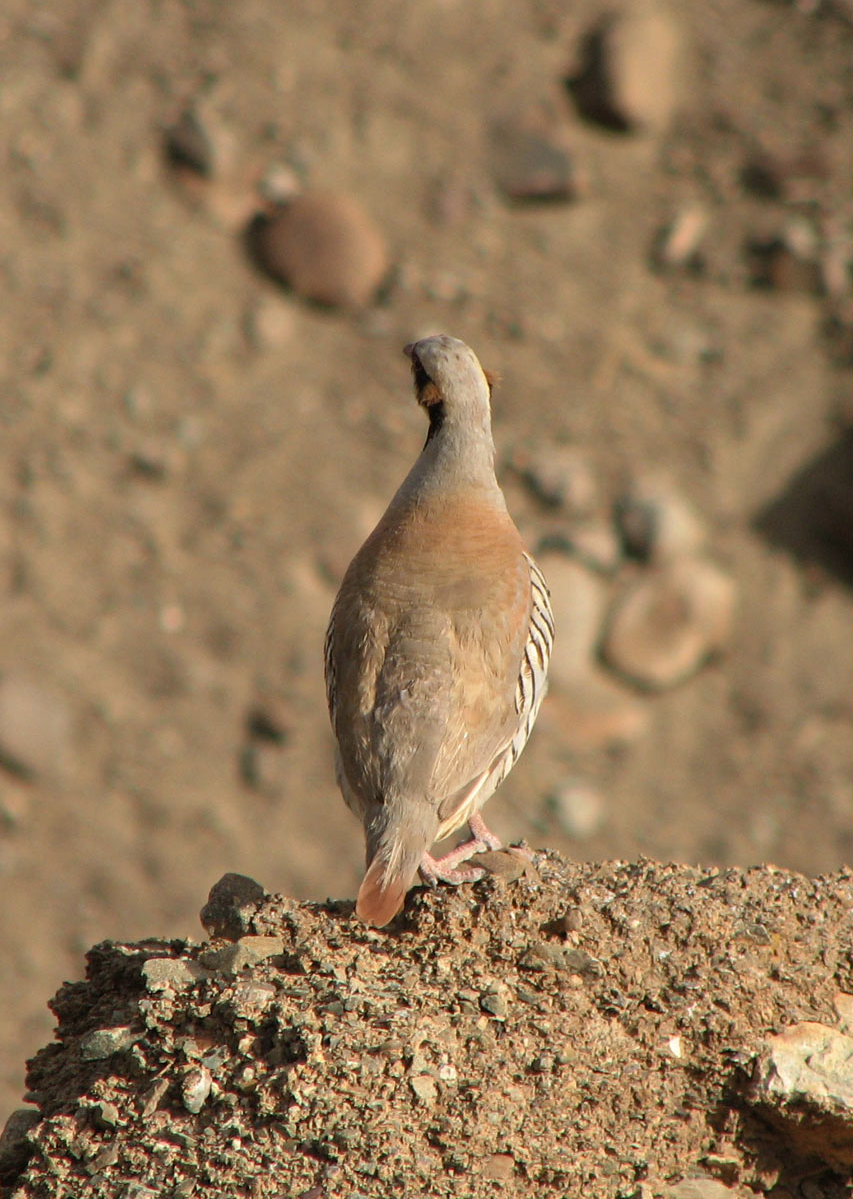
Rückenansicht Chukarhuhn, Aufnahme aus Indien

Chukarhühner weisen keinen Geschlechtsdimorphismus auf. Die Nominatform zeichnet sich durch einen weinrötlichen Scheitel aus, der an den Seiten und auf dem Hinterkopf in Aschgrau übergeht. Die Stirn ist schwarz. Eine schwarze Binde umzieht außerdem die Augen und einen rotbraunen Ohrdeckenfleck. Ein grauweißes Überaugenband befindet sich über der Augen- und der Ohrregion. Das Gefieder auf dem Oberrücken und den Schultern ist gleichfalls weinrötlich; Bürzel, Oberschwanzdecken und Unterrücken sind dagegen aschgrau. Der Schnabel, die Wachshaut der Augen und die Beine sind korallenrot gefärbt.
Ausgewachsene Chukarhühner ähneln dem Alpensteinhuhn sehr. Der Kehl- und Kropffleck ist jedoch beim Alpensteinhuhn weiß und nicht rahmfarben wie beim Chukarhuhn. Die beiden Hühnervögel überlappen sich allerdings nicht in ihrem Verbreitungsgebiet.
Die Küken sind auf der Körperunterseite rahmweiß. Von den Augen über die Ohrdecken verläuft ein dünner schwärzlicher Streif. Der Scheitel ist hellbraun mit einer dunklen Sprenklung. Die Körperoberseite ist schwärzlichbraun mit drei rahmfarbenen Längsstreifen.

## Fortbewegung
Chukarhühner fliegen nur dann auf, wenn sie entweder einer plötzlichen Gefahr schnell entweichen wollen oder wenn sie den Grund von Schluchten schnell erreichen wollen. Sie legen keine großen Entfernungen fliegend zurück. Die maximale Entfernung, die ein Chukarhuhn von einem Berggipfel aus abfliegend erreichen kann, wird auf nur zwei Kilometer geschätzt. Im Flug wechseln sich Phasen mit schnellen Flügelschlägen und Gleitphasen ab.

## Stimme und Instrumentallaut
Auf Grund der begrenzten Sicht in ihrem typischerweise stark zerklüfteten Lebensraum halten Chukarhühner durch Lautgebung Kontakt mit ihrem Trupp oder dem Partnervogel. In Regionen, in denen Chukarhühner häufig sind, sind über den gesamten Tag hinweg ihre Stimmen zu vernehmen. Sie sind nur während der Brutphase und der ersten Zeit der Jungenführung schweigsam.
Namensgebend für das Huhn war der auffallende Ruf, der an ein Tschukar erinnert. Er ist in eine Ruffolge eingegliedert, die an ein tschuk… tschuk .... tschuk ....pertschuk...tschukar-tschukar-tschukar erinnert. Mit diesem Ruf sammeln sich Truppmitglieder; er ist außerdem der Warnruf von Männchen zur Revierabgrenzung. Der Gesang ist tiefer und rauer als beim Alpensteinhuhn. Die einzelnen Elemente sind länger und folgen dichter aufeinander. Wie beim Alpensteinhuhn auch fliegen aufgescheuchte Chukarhühner mit einem laut burrenden Fluggeräusch (sogenannter Instrumentallaut) auf. Dieses laute Geräusch hat vermutlich die Funktion, Bodenfeinde zu erschrecken.

## Verbreitungsgebiet

Verbreitungsgebiet des Chukarhuhns
Natürliches Verbreitungsgebiet
Eingeführt

Das Chukarhuhn kommt vom südöstlichen Balkan über Vorder- und Innerasien bis zur Mandschurei vor. Es wurde darüber hinaus in Nordamerika, auf Hawaii sowie Neuseeland und in Südafrika eingeführt.
Die Nordgrenze des Verbreitungsgebietes verläuft über die Rhodopen, das Südufer des Schwarzen Meeres, die Nordhänge des Großen Kaukasus, die Halbinsel Mangyschlak, die Südausläufer des Ustjurt-Plateaus, das Karataugebirge, die Nordhänge des Tienschan, die Tschüi-Ili-Berge, den Dsungarischen Alatau, Tarbagatai, das Saurgebirge, den südlichen Altai, das westliche Tannu-ola-Gebirge, das Changai-Gebirge und das Churchgebirge. Die Südgrenze des Verbreitungsgebietes zieht sich vom südöstlichen Teil der Balkanhalbinsel über Kleinasien, den südlichen Nahen Osten über Südiran, Pakistan, Nordindien und die chinesischen Provinzen Sichuan und Shanxi.

## Lebensraum
Chukarhühner besiedeln eine Reihe sehr unterschiedlicher Habitate. Generell ist das Chukarhuhn eine charakteristische Vogelart stark gegliederter Regionen der Steppen-, Halbwüsten- und Wüstenzonen der Paläarktis. Auf Grund seiner Anpassungsfähigkeit ist es jedoch in der Lage, sehr unterschiedliche Lebensräume zu nutzen. Es kommt beispielsweise im Pamir auch auf alpinen Wiesen in 4000 Metern über NN vor. Am häufigsten kommt es jedoch in Höhenlagen zwischen 500 und 2000 Metern vor. Es bevorzugt stark zerklüftete, felsige Räume mit Hängen, Geröllfeldern, offenen Grasflächen und einzelnen Strauchgruppen. Wesentlich ist ein Vorkommen von Wasser in Form von Gebirgsflüssen, Bächen oder Quellen.

## Lebensweise

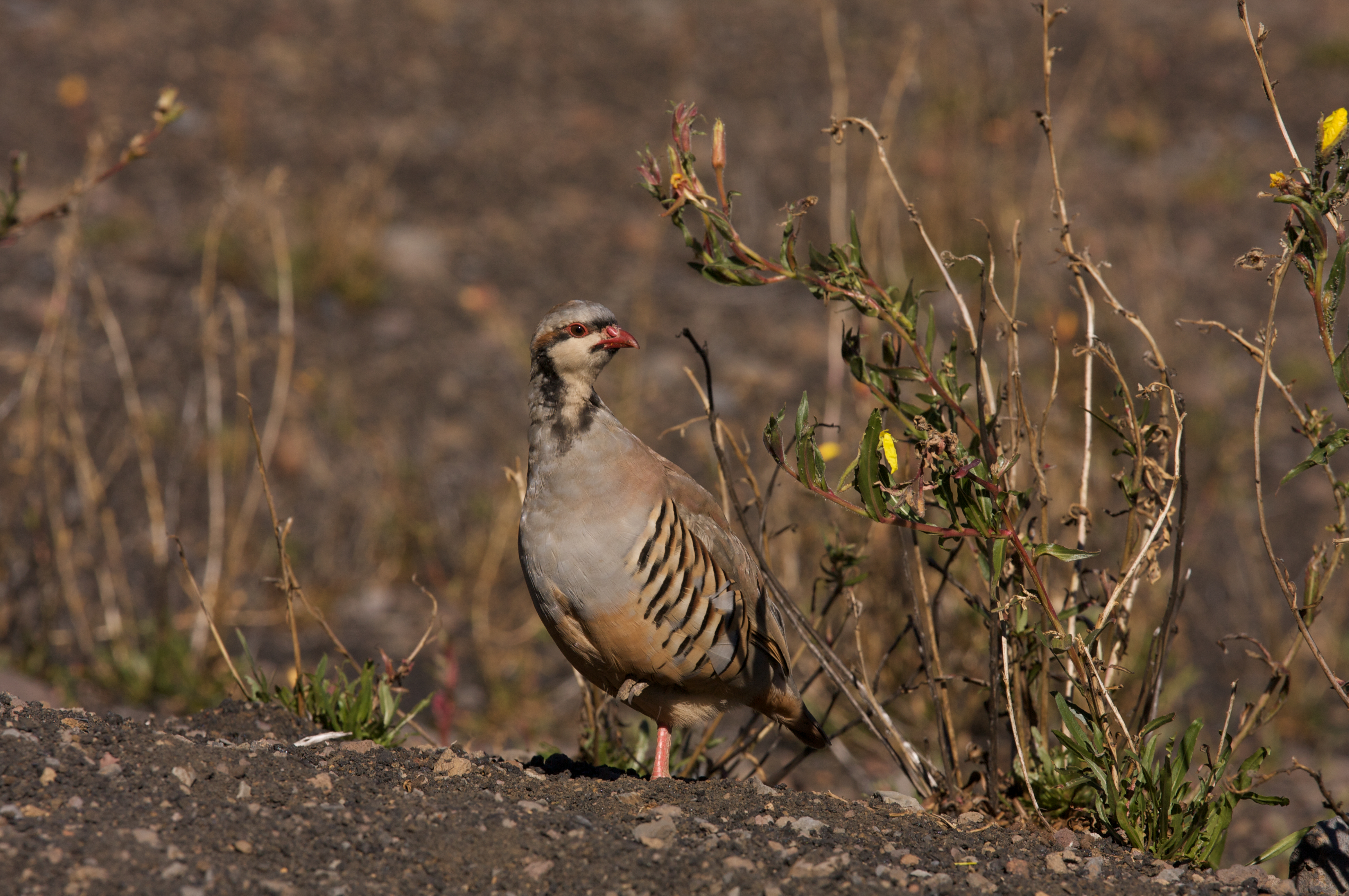
Auf Hawaii eingebürgertes Chukarhuhn

Chukarhühner sind überwiegend Standvögel. In den Hochgebirgen lebende Populationen wandern im Winterhalbjahr jedoch in niedrigere Höhenlagen ab. Für Tadschikistan sind auch abweichend von der Lebensweise von Populationen in anderen Regionen Zugbewegungen beschrieben worden. Hierbei wandern die Chukarhühner ab September aus den Hochgebirgen des zentralen Tadschikistans in niederschlagsärmere Mittelgebirge im Süden ab, die sie etwa ab Dezember erreichen. Sie kehren im Mai wieder in ihre Brutgebiete zurück. Sie leben überwiegend in Trupps und sind nur während der Fortpflanzungszeit paarweise zu beobachten.
Ihre Nahrung suchen Chukarhühner überwiegend am Boden. Sie fressen hauptsächlich pflanzliche Kost, nehmen in geringer Menge aber auch Wirbellose auf. Grüne Pflanzenteile und Früchte reißen sie mit dem Schnabel ab. Im Boden befindliche Pflanzenteile wie beispielsweise Zwiebeln hacken sie mit dem Schnabel heraus oder scharren sie mit den Füßen frei. Tränken suchen sie vor allem im Zeitraum von Juli bis September auf. Im Frühjahr können sie ihren Wasserbedarf mit grünen Pflanzenteilen decken, im Winter fressen sie Schnee. Hohe Schneedecken schränken die Nahrungssuche erheblich ein. Chukarhühner halten sich deshalb im Winter bevorzugt an Südhängen auf, an denen der Schnee weniger tief ist und einzelne Abschnitte schneller schneefrei werden. Bei häufigem Schneefall mit längeren Frostperioden verhungern Chukarhühner häufig. Schnee behindert außerdem ihre Fortbewegung, so dass sie in schneereichen Wintern häufig eine leichte Beute von Raubtieren werden.

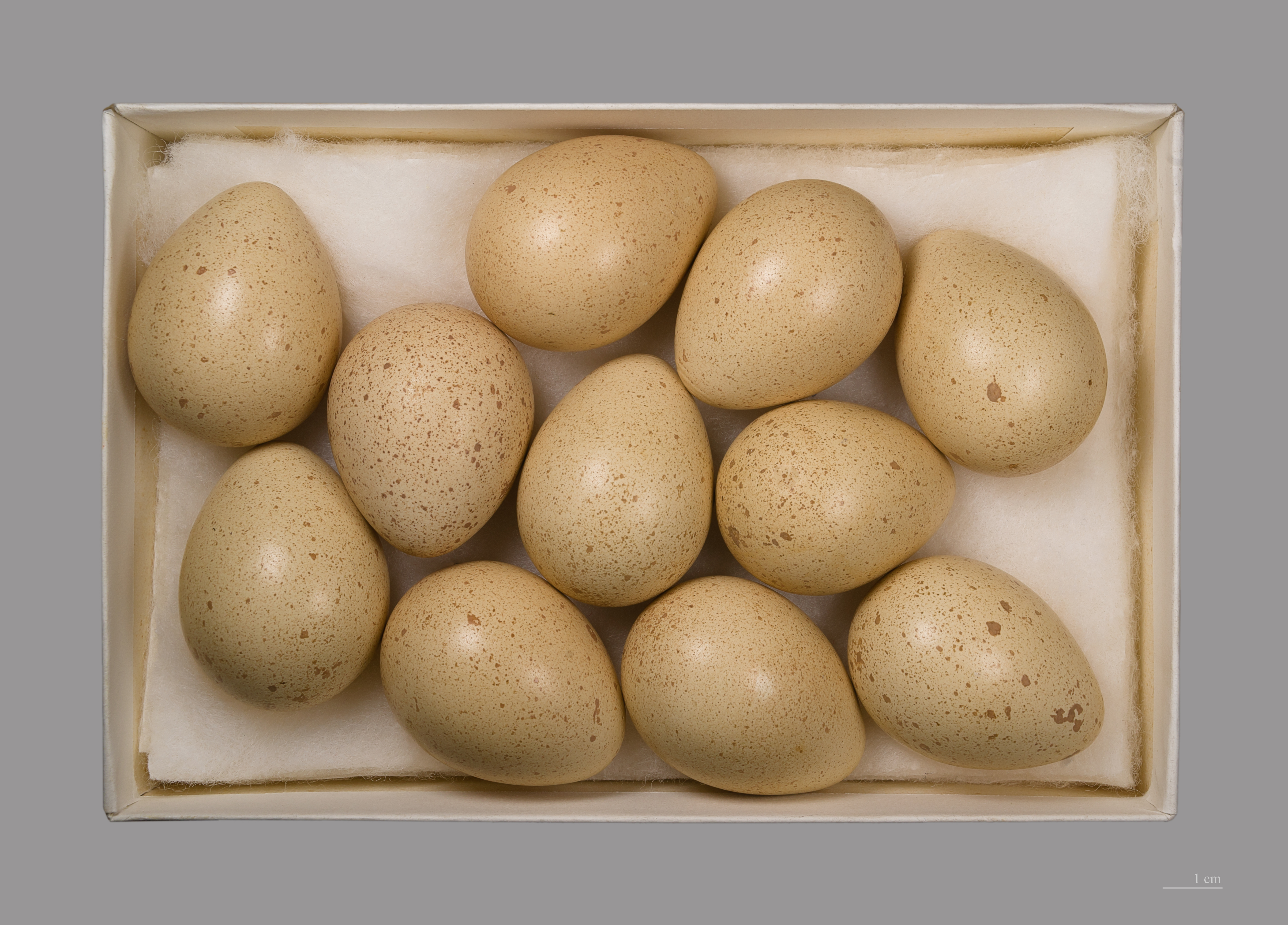
Gelege des Chukarhuhns (Unterart Alectoris chukar falki)

Hähne liefern sich heftige Kämpfe um die Brutreviere, was dazu geführt hat, dass insbesondere in Pakistan mit dieser Art auch Hahnenkämpfe durchgeführt werden. Das Nest ist eine flache Mulde und wird unterschiedlich mit Pflanzenteilen der unmittelbaren Umgebung ausgelegt. Die Gelege bestehen aus 8 bis 15 Eiern, die von gelblicher bis graubrauner Färbung sind und eine rötlichbraune Sprenkelung aufweisen. Das Weibchen brütet allein. Es beginnt mit der Brut, sobald das Gelege vollendet ist. Die Küken schlüpfen nach 22 bis 24 Tagen.

## Systematik

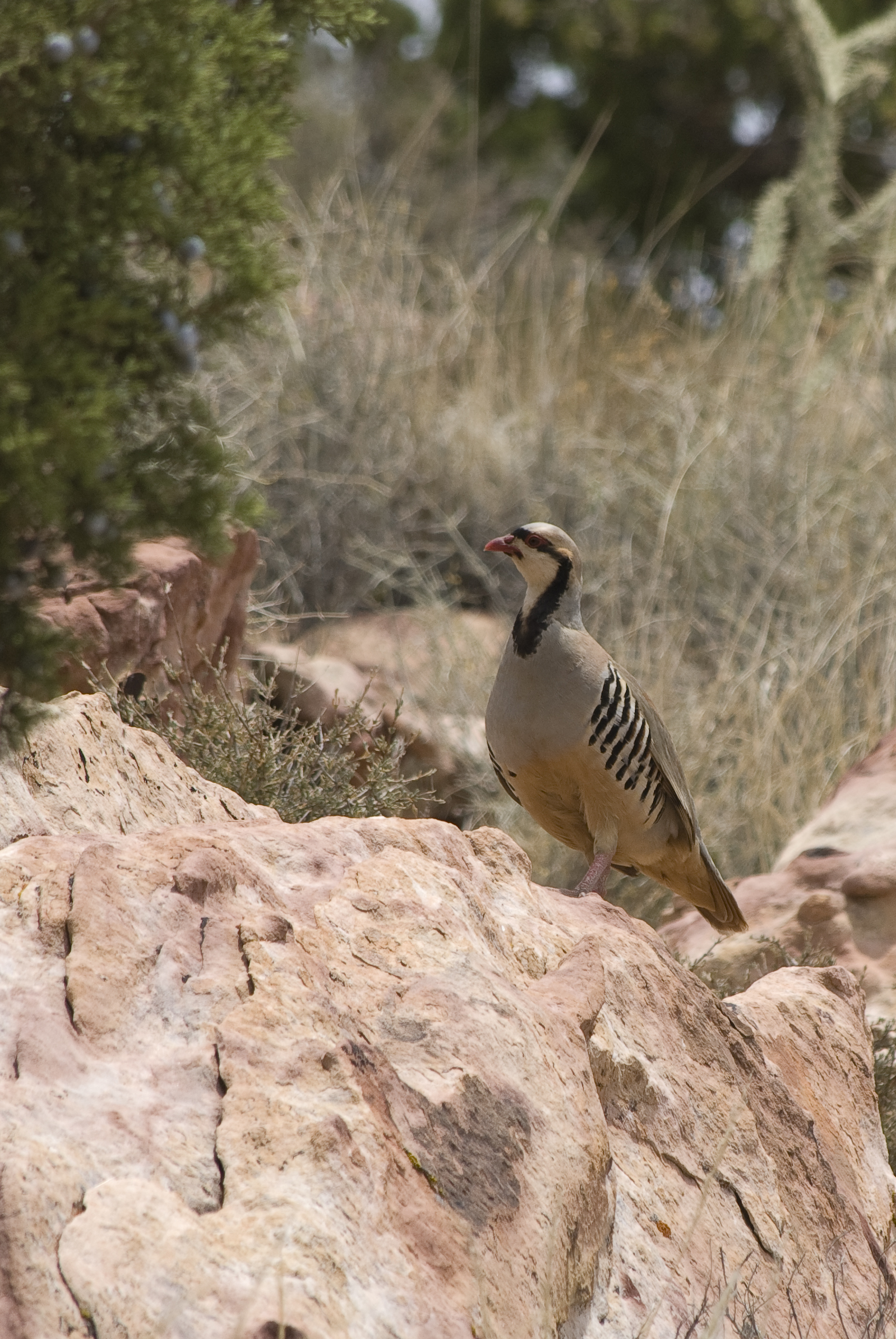
Chukarhuhn im Red Rock Canyon, US-Bundesstaat Nevada

Innerhalb des natürlichen Verbreitungsgebietes haben sich 14 Unterarten ausgebildet. In Europa beheimatet ist A. c. cypriotex, das in Bulgarien, auf den Ägäischen Inseln, Kreta, Rhodos und in Kleinasien zu finden ist. Die Nominatform A. c. chukar lebt dagegen im östlichen Afghanistan, Kaschmir und dem Himalaja bis ins westliche Nepal.
Früher wurden das Alpensteinhuhn und das Chukarhuhn als eine Art beschrieben. Mittlerweile hat sich jedoch durchgesetzt, die beiden als jeweils selbstständige Art anzusehen. Ausschlaggebend für diese Einordnung war das sehr unterschiedliche Stimmrepertoire der beiden Arten.

## Belege